# (62794) Scheirich
(62794) Scheirich est un astéroïde de la ceinture principale.

## Description
(62794) Scheirich est un astéroïde de la ceinture principale. Il fut découvert le 30 octobre 2000 à l'observatoire d'Ondřejov par Petr Pravec et Peter Kušnirák. Il présente une orbite caractérisée par un demi-grand axe de 3,15 UA, une excentricité de 0,11 et une inclinaison de 3,6° par rapport à l'écliptique.

## Compléments